# Epischausia
Epischausia là một chi bướm đêm thuộc họ Noctuidae.

## Loài
- Epischausia dispar Rothschild, 1896